# Oroquieta

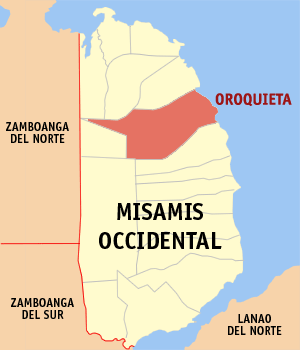
Oroquieta Citys läge i Misamis Occidental

Oroquieta City är en stad på ön Mindanao i Filippinerna. Den är administrativ huvudort för provinsen Misamis Occidental i regionen Norra Mindanao och har 59 843 invånare (folkräkning 1 maj 2000).
Staden är indelad i 47 smådistrikt, barangayer, varav 35 är klassificerade som landsbygdsdistrikt och 12 som tätortsdistrikt.